# 赛洛西宾
赛洛西宾又称裸盖菇素，是脱磷酸裸盖菇素（psilocin）之前药，属一种致幻剂。
赛洛西宾由超過兩百種蘑菇（合稱迷幻蘑菇、神奇蘑菇）分离而得，其中主要是裸盖菇属（牛屎菇）的成員，如深蓝裸盖菇，半裸盖菇和暗蓝裸盖菇，但是其他大約12個屬中也可分離出本藥物。
赛洛西宾在體內很快被轉換成脱磷酸裸盖菇素，能改變人的心智，某些效果類似於LSD、麦司卡林與DMT。一般而言，其影響包括欣快感、視覺和心理幻覺、知覺改變、時間感失真，以及其他精神方面的體驗。可能的不良反應包括噁心和驚恐發作。

## 历史
裸盖菇和相关种在某些文化中被合称迷幻蘑菇。在現代西班牙和阿爾及利亞的史前壁畫和岩石畫上發現的繪畫顯示，人類在史前時代便開始利用迷幻蘑菇。在中美洲，蘑菇早已在精神和占卜儀式中食用，直到西班牙紀事家在16世紀首次記錄它們的使用。在美洲土著的宗教仪式中使用了数千年。
1959年，瑞士化學家阿爾伯特·霍夫曼（Albert Hofmann）從蘑菇墨西哥裸盖菇中分離出活性成分賽洛西賓，而其雇主桑多斯藥廠（Sandoz）則銷售純的赛洛西宾作為心理治療。1960年代晚期越來越嚴格的法規限制了對賽洛西賓和其他致幻劑的作用的科學研究，但在接下來的十年中，賽洛西賓越來越常用於「靈性增強劑」。這有很大部份是因為關於如何種植迷幻蘑菇的資訊大量流通。1970年代起很多西方国家青年开始食用此类蘑菇用于消遣。
1960年代初期，由美國哈佛大學的蒂莫西·利裡（Timothy Leary）領導的實驗表明，賽洛西賓作用的強度和持續時間是可變的，取決於蘑菇的種類或栽培品種、劑量、個體生理以及實驗狀況。人體攝入賽洛西賓後，其迅速代謝為脱磷酸裸盖菇素，作用於大腦中的血清素受體。賽洛西賓改變精神的作用通常持續2-6個小時，但對於使用者而言，其作用似乎持續更長的時間，因為賽洛西賓會扭曲時間感。賽洛西賓的毒性和危害性不高。在大多數國家或地區，含有賽洛西賓的蘑菇被禁止使用，許多國家的毒品法律都將其歸類為管制藥物。
2011年進行的一項前瞻性研究表明，單一高劑量的賽洛西賓可以引起使用者個性的長期變化。約有一半的研究參與者（被描述為健康、「精神上活躍的」，許多人並且擁有研究所學位）顯示出開放性的人格維度有所增加，且此積極作用在使用賽洛西賓後一年仍然明顯。在2017年的進一步研究發現，劑量20至30 mg / 70 kg 的賽洛西賓可引發神秘經驗，且與定期冥想練習和廣泛的靈性支持計劃合併時，帶來持續更久的正面變化，例如利他主義、感激之情、寬恕、與他人相處時的親近感等特徵。但尚不清楚這些實驗結果是否可以推廣到更大的人群。

## 毒性
賽洛西賓在大鼠口服時，半數致死量（LD50）為280毫克每千克（mg/kg），約為咖啡因的一半。在兔子經靜脈注射時，賽洛西賓的LD50約為12.5 mg/kg。根據動物研究的結果，賽洛西賓後的致死劑量被推算為6克，是有效劑量6毫克的1000倍。截至2011年，科學文獻中僅兩例死亡案例被歸因於過量使用迷幻蘑菇（未同時使用其他藥物），並可能涉及賽洛西賓以外的其他因素。

## 法律管制
《聯合國精神藥物公約》（於1971年通過）要求其成員禁止賽洛西賓，締約國必須在嚴格控制的條件下將賽洛西賓的使用限制於醫學和科學研究。但是公約並未將含有這種賽洛西賓的蘑菇列入。
基於此公約，許多國家毒品管制法進行了修改，例如英國（1971年藥物濫用法）、美國（1978年美國精神藥物法）、澳大利亞毒物標準（2015年10月），加拿大（1996年管制藥物和物質法），以及日本（2002年麻醉品和精神藥物控制法）。幾乎在所有情況下都禁止擁有和使用賽洛西賓，並經常受到嚴厲的法律處罰。

## 註解
1. ↑  Synonyms and alternate spellings include: psilocybine, psilocibin, psilocybinum, psilotsibin, psilocin phosphate ester, teonanacatl, and Indocybin.[2]